# Ослофиорд
Ослофиорд (на норвежки: Oslofiord) е дълъг и тесен залив на Северно море, на южния бряг на Норвегия. Простира се от юг на север на протежение от 102 km, ширина на входа 15 – 30 km. Дълбочина до 354 m. Бреговете на Ослофиорд са предимно скалисти, високи. Във фиорда, особено в северната му част са разположени множество малки островчета. От тесния проток Дрьобак се дели на две обособени части (външна (по-обширна, на юг) и вътрешна (по-малка, на север). От външната част на северозапад се отделя дълъг (над 25 km) и тесен ръкав, който завършва при град Драмен. Във фиорда се вливат едни от най-големите реки на Норвегия, в т.ч. Глома и Бегна, стичащи се от Скандинавските планини. Приливите са полуденонощни с височина до 0,5 m. По бреговете му живеят над 2 млн. души, като тук са разположени столицата Осло, големите градове Драмен, Хутен, Мос, Тьонсберг и др.